# Quận Rappahannock, Virginia
Quận Rappahannock là một quận thuộc tiểu bang Virginia, Hoa Kỳ.
Quận này xuất phát từ tiếng Algonquia lappihanne có nghĩa là "sông có nước dâng, chảy nhanh". Theo điều tra dân số của Cục điều tra dân số Hoa Kỳ năm 2000, quận có dân số 6983 người. Quận lỵ đóng ở Washington6.

## Địa lý
Theo Cục điều tra dân số Hoa Kỳ, quận có diện tích 692 km2, trong đó có km2 (0,1%) là diện tích mặt nước.